# Leatherface
Leatherface — британская панк-рок-группа из Сандерленда, фронтменом которой является Фрэнк Стаббс. Группа известна своим эклектичным стилем, охватывающим американский фолк, хардкор-панк и пост-хардкор.

## История
С момента создания в 1988 году, группа выпустила девять полноформатных альбомов. Ранние записи Leatherface описываются как «нечто среднее между Hüsker Dü и Motörhead», с жёстким вокалом Стаббса, а лирика группы рассказывает о вымышленных событиях, метафорах с использованием игры слов или непонятных намёков. Высока популярность группы как в Великобритании, так и за её пределами: такие команды, как Hot Water Music и Dillinger Four отмечали влияние Leatherface на своё творчество. Джек Рэббит, музыкальный критик издания Big Takeover включил альбом Mush 1991 в список пятидесяти лучших панк-альбомов всех времён, а DVD Boat in the Smoke — в десятку лучших концертных панк-альбомов.
Трибьют-альбом Leatherface был выпущен в 2008 году лейблом Rubber Factory Records и включал в себя 41 трек, в записи которых приняло участие 35 групп и исполнителей из разных стран, которые отметили влияние группы, например, Hot Water Music, In The Red, Radon, The Sainte Catherines и The Dukes of Hillsborough. Сборник вышел в виде двойного СD ограниченным тиражом в 2000 копий.

## Дискография

### Альбомы
- Cherry Knowle (1989), Meantime Records
- Fill Your Boots (1990), Roughneck Records
- Mush (1991), Roughneck Records
- Minx (1993), Roughneck Records
- The Last (1994), Domino Records
- Live in Oslo (1995), Rugger Bugger Discs
- Discography Part One (1998), Rejected Records
- Discography Part Two (1998), Rejected Records
- Horsebox (2000), BYO Records
- Dog Disco (2004), BYO Records
- The Stormy Petrel (2010), Big Ugly Fish Recordings, No Idea Records

### Видео и DVD
- Boat in the Smoke Live DVD — Punkervision (2004)

### Синглы иEP
- «Beerpig» — Meantime Records (1990)
- «Razor Blades And Aspirin» — Roughneck Records (1990)
- «Smokey Joe» — Roughneck Records (1990)
- «Not Superstitious» — Roughneck Records (1991)
- «I Want The Moon» — Roughneck Records (1991)
- «Seconds Out, Round One» — Imaginary Records (1992)

- Сплит с The Boo Radleys, Doctor Phibes, и Scorpio Rising.

- «Compact & Bijou» — Roughneck Records (1992)
- «Hops & Barley» — Clawfist Records (1992)

- Сплит с Wat Tyler.

- «Eagle» — Blackbox Records (1992)
- «Do the Right Thing» — Roughneck Records (1993)
- «Mackem Bastards» — Rugger Bugger Discs (1994)
- «Little White God» — Domino Records (1994)
- «Your Choice Live Series» — Your Choice Records (1995)

- Сплит с Jawbox.

- «BYO Split Series, Vol. 1» — BYO Records (1999)

- Сплит с Hot Water Music.

- «Bonus Live» — Deranged Records (2003)

### Участия в компиляциях
- Going Underground — выпущен Eurostar Records в 1992. Трек Leatherface: «I Want the Moon».
- The Pretty and the Vacant — выпущен Released Emotions. Трек Leatherface: «Melody Lee»
- Punk-Past, Present and Future — выпущен Released Emotions. Трек Leatherface: «Melody Lee»
- Another Kind Of Noise — выпущен Continental Records в 1992. Трек Leatherface: «I Want the Moon».
- Kill The Flippers With Guitar — выпущен Vinyl Japan в 1992. Трек Leatherface: «Springtime» и «Colorado Joe / Leningrad Vlad».
- Rough Trade Volume 5 — выпущен Rough Trade Records в 1993. Трек Leatherface: «Do the Right Thing».
- Independent Top 20 — выпущен Beechwood Music в 1993. Leatherface track: «I Want the Moon».
- Fire Is Good — выпущен Fire Records. Трек Leatherface: «Eagle» (кавер на ABBA) и «Dreaming».
- Weird and Wonderful — выпущен Rough Trade Records в 1993. Трек Leatherface: «Springtime».
- Metal CD Volume 8 — Released by Mayking Records. Трек Leatherface:: «Fat, Earthy, Flirt».
- For A Fistful Of Yens! — выпущен Bitzcore Records в 1994.Трек Leatherface:: «Animal Day».
- Mackem Music — The Sound Of Sunderland — Трек Leatherface:: «I Can’t Help Falling Love with You» (by Elvis).
- Rejected Volume II — выпущен Rejected Records. Трек Leatherface: «Peasant In Paradise» (Live version recorded in Dublin in 1993)
- Der F.C. St. Pauli ist schuld dass ich so bin — выпущен Bitzcore Records в 1998. Трек Leatherface: «Hops And St. Pauli!»
- We Are The People : A Tribute to the Angelic Upstarts — выпущен Knock Out Records в 1998. Трек Leatherface: «Teenage Warning» (by the Angelic Upstarts).
- We Deliver The Goods — выпущен Cargo Records в 1999. Трек Leatherface: «Andy».
- Greetings From The Welfare State — выпущен BYO Records в 1999.Трек Leatherface: «Boogie On Down».
- Ritalin Riot 2 — выпущен ADD Records. Трек Leatherface: «Grip».
- I Wouldn’t Piss On It If It Was On Fire — выпущен Fire Records в 2000. Трек Leatherface: «I Want the Moon».
- BYO Records Sampler 2001 — выпущен BYO Records в 2001. Трек Leatherface: Little White God".
- Planet Of Punks Volume 2 — выпущен Straight Ahead Records в 2002. Трек Leatherface: Little White God".
- Sample This, Too! — выпущен BYO Records в 2002. Трек Leatherface: «Andy».
- Rejected Volume III — выпущен Rejected Records в 2003.Трек Leatherface: «All I Need».
- BYO Records 2004 Spring Sampler — выпущен BYO Records в 2004. Трек Leatherface: «Plastic Surgery».
- Punk In Sunderland Volume 2 — выпущен Stretch Records в 2004. Трек Leatherface: «Eagle» (кавер на ABBA) и «Moon River» (каверн на Andy Williams).
- Poison The World — выпущен Poison City Records в 2005. Трек Leatherface: «Hoodlum».